# Megachile serrigera
Megachile serrigera är en biart som beskrevs av Cockerell 1937. Megachile serrigera ingår i släktet tapetserarbin, och familjen buksamlarbin. Inga underarter finns listade i Catalogue of Life.